# Manqūtāy
Manqūtāy (persiska: منقوتای, Manqūţāy) är en ort i Iran.   Den ligger i provinsen Östazarbaijan, i den nordvästra delen av landet, 400 km nordväst om huvudstaden Teheran. Manqūtāy ligger 1 912 meter över havet och antalet invånare är 171.
Terrängen runt Manqūtāy är kuperad åt nordost, men åt sydväst är den platt. Terrängen runt Manqūtāy sluttar västerut. Runt Manqūtāy är det ganska glesbefolkat, med 40 invånare per kvadratkilometer. Närmaste större samhälle är Senzīq, 10,8 km väster om Manqūtāy. Trakten runt Manqūtāy består i huvudsak av gräsmarker.